# عبد الله بن السائب
عبد الله بن السائب ابن أبي السائب ، صيفي بن عابد بن عمر بن مخزوم بن يقظة بن مرة ، أبو عبد الرحمن وأبو السائب القرشي المخزومي المكي، قارئ أهل مكة .له صحبة ورواية، عداده في صغار الصحابة. أخذ عنه أهل مكة القراءة، وعليه قرأ مجاهد وغيره من قراء أهل مكة، سكن مكة، وتوفي بها.

## قراءته
ذكره الذهبي ضمن علماء الطبقة الثانية من حفاظ القرآن.كما ذكره ابن الجزري ضمن علماء القراءات. قال ابن الجزري: روى «عبد الله بن السائب» القراءة عرضا عن «أبي بن كعب، وعمر بن الخطاب». وعرض عليه «القرآن» «مجاهد بن جبر» و «عبد الله بن كثير» أحد القراء السبعة المشهورين.

## روايته للحديث النبوي
- سمع النبي صلى الله عليه وسلم.
- روى عنه: أَبو سَلمَة بن سفيان وعبد الله بن عمرو وعبد الله بن المسيب العائذي في الصلاة.[4]